# Amédée Daudenarde
Amédée Daudenarde, né à Paris le 1er octobre 1839 et mort dans cette même ville le 6 juillet 1907, est un graveur français.

## Biographie
Louis Joseph Amédée Daudenarde est le fils de Joseph Amédée Daudenarde et de Marie Joséphine Hemery.
Il épouse Marie Julie Tilly, leur fils Pierre Paul Daudenarde sera artiste peintre et décorateur.

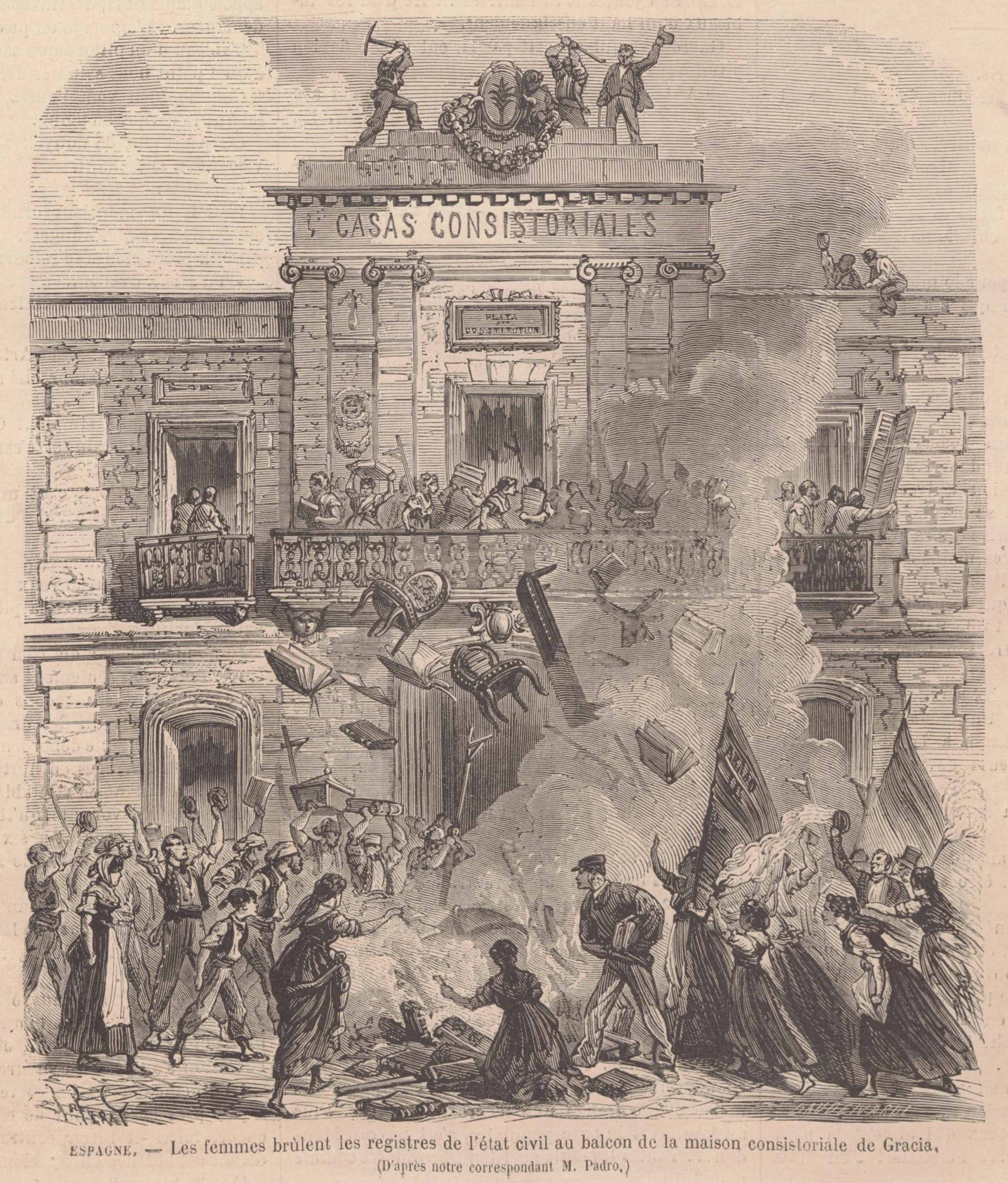
Espagne, Les femmes brùlent les registres de l'état civil au balcon de la maison consistoriale de Gracia, Férat, gravure sur bois pour illustrer Le Monde illustré (1870).

Formé par Jean Best, Daudenarde expose des gravures sur bois au Salon de Paris de 1865 à 1895, devenant membre de la Société des artistes français. Il travaille pour Le Monde illustré et Le Petit Parisien.
Il est mort à son domicile parisien de la rue de la Grande-Chaumière à l'âge de 67 ans.

## Ouvrages illustrés
- Jules Boulabert, Le Roi du bagne, Librairie Nationale, 1885.
- Charles Mérouvel, Chaste et flétrie !, illustrations de C. Levesque, Imprimerie du Petit Parisien, 1888.
- Edmond Pascal, Journal d'un petit parisien pendant le siège (1870-1871), 12 compositions de J. Jonchères et 60 gravures, éd. Alcide Picard et Kaan, 1893.